# Leonardo Romay
Leonardo Romay (Montevideo, 29 aprile 1969) è un ex calciatore uruguaiano, di ruolo portiere.